# Perumandi
Perumandi là một thị xã panchayat của quận Thanjavur thuộc bang Tamil Nadu, Ấn Độ.

## Nhân khẩu
Theo điều tra dân số năm 2001 của Ấn Độ, Perumandi có dân số 7000 người. Phái nam chiếm 51% tổng số dân và phái nữ chiếm 49%. Perumandi có tỷ lệ 83% biết đọc biết viết, cao hơn tỷ lệ trung bình toàn quốc là 59,5%: tỷ lệ cho phái nam là 88%, và tỷ lệ cho phái nữ là 79%. Tại Perumandi, 8% dân số nhỏ hơn 6 tuổi.